# لوئیس مانوئل گونسالوس سیلوا
لوئیس مانوئل گونسالوس سیلوا (انگلیسی: Luís Manuel Gonçalves Silva؛ زادهٔ ۲۵ ژوئیهٔ ۱۹۹۵) بازیکن فوتبال اهل پرتغال است.